# El Castillo, Veracruz
El Castillo är en ort i Mexiko.   Den ligger i kommunen Xalapa och delstaten Veracruz, i den sydöstra delen av landet, 240 km öster om huvudstaden Mexico City. El Castillo ligger 1 167 meter över havet och antalet invånare är 4 107.
Terrängen runt El Castillo är huvudsakligen kuperad, men den allra närmaste omgivningen är platt. Terrängen runt El Castillo sluttar österut. Runt El Castillo är det tätbefolkat, med 331 invånare per kvadratkilometer. Närmaste större samhälle är Xalapa, 5,7 km väster om El Castillo. I omgivningarna runt El Castillo växer huvudsakligen savannskog.